# أرون بايك
أرون بايك (بالإنجليزية: Aaron Pike)‏ هو ناشط حقوق إل جي بي تي أمريكي، ولد في 29 سبتمبر 1981.

## روابط خارجية
- أرون بايك على موقع IMDb (الإنجليزية)